# Тимофеев, Николай Сергеевич
Николай Сергеевич Тимофеев (20 января 1897, Санкт-Петербург, Российская империя — 11 февраля 1978, Ленинград, СССР) — советский военачальник, генерал-майор (18.05.1943).

## Биография
Родился 20 января 1897 года в Санкт-Петербурге. Русский.

## Военная служба

### Первая мировая война
15 мая 1916 года Тимофеев был призван на военную службу и зачислен рядовым в 4-й Туркестанский полк. В его составе воевал на Юго-Западном фронте, в боях был отравлен газами. После Октябрьской революции убыл на родину.

### Гражданская война
В январе 1918 года вступил в красногвардейский отряд Невской заставы (Стеклянный городок). В начале апреля 1918 года Тимофеев перешел из Красной гвардии в РККА и зачислен красноармейцем в 1-й отдельный Невский караульный батальон. В августе откомандирован на 1-е советские Петроградские пехотные командные курсы. Курсантом в составе окружного отряда военно-учебных заведений принимал участие в боях на Псковском фронте под Верро. Затем отряд был переброшен под Ямбург, где сражался с белогвардейскими частями генерала Н. Н. Юденича. Весной 1919 года состоялся выпуск курсантов, после чего в том же отряде воевал в должностях начальника пешей разведки, командира взвода и роты.
В сентябре 1919 года Тимофеев убыл на учёбу на курсы «Выстрел». В мае 1920 года был направлен на Туркестанский фронт в 199-й Орский полк 23-й стрелковой дивизии. Командиром батальона этого полка участвовал в боях за город Уральск. Летом с дивизией был переброшен на Южный фронт. Командиром батальона, затем пом. начальника штаба дивизии, командиром 199-го и 201-го стрелковых полков участвовал в боях с войсками генерала П. Н. Врангеля в Крыму. В марте 1921 года дивизия была переименована в 3-ю Казанскую стрелковую в составе ХВО. В должности командира отдельного батальона, выделенного от этой дивизии, принимал участие в ликвидации бандитизма в Крыму, в борьбе с вооруженными формированиями Н. И. Махно на Украине.

### Межвоенные годы
В начале 1922 года Тимофеев по личному желанию переведен в части особого назначения и назначен помощником командира Отдельного Коммунистического полка Крымской республики в городе Симферополь, затем вступил в командование полком. С переформированием полка в бригаду назначен командиром. Приказом РВС СССР от 30 августа 1923 года демобилизован, убыл на родину.
По увольнении в запас Тимофеев в течение 5 лет работал токарем по металлу на вагоноремонтном заводе Октябрьской ж. д. в Петрограде. Затем устроился на завод «Большевик», токарем по металлу и нормировщиком заводоуправления. При разделении завода переведен на завод им. Кирова, где работал заведующим тарифно-нормировочного бюро, начальником отдела организации труда.
15 марта 1936 года Тимофеев вновь был определён в кадры РККА и назначен преподавателем и руководителем учебной группы Ленинградского вечернего учебного центра ЛВО. В апреле 1937 года переведен преподавателем тактики на Ленинградские КУКС запаса РККА. С декабря 1939 года на этих же курсах и. д. начальника учебной части, а с июня 1940 года — пом. начальника курсов по учебно-строевой части.
В ноябре 1940 года полковник Тимофеев назначен начальником штаба 1-й моторизованной бригадой ЛВО. С марта 1941 года вступил в должность начальника штаба 237-й стрелковой дивизии, находившейся на формировании в городе Петрозаводск.

### Великая Отечественная война
С началом войны дивизия с 22 июня 1941 года вошла в состав 7-й армии Северного фронта и после отмобилизования с 25 июня была передислоцирована в район ст. Лоймола, Суоярви. С 5 по 10 июля 1941 года переброшена на Северо-Западный фронт в 11-ю армию. С середины июля 1941 года части в составе 16-го стрелкового корпуса 11-й армии, затем сформированной на его базе Новгородской армейской оперативной группы вела тяжелые оборонительные бои на новгородском направлении. Во второй половине июля она совместно с частями 70-й и 183-й стрелковых, 21-й танковой дивизий участвовала во фронтовом контрударе под Сольцами, в ходе которого было нанесено поражение соединениям 56-го немецкого танкового корпуса генерала Э. Манштейна. В начале августа части вели ожесточенные бои с немецкой дивизией СС «Мертвая голова», где противник понес большие потери. Затем дивизия вела оборонительные бои на новгородском направлении в составе 48-й армии, сформированной на базе Новгородской армейской оперативной группы. В ходе их попала в окружение. По выходе из него дивизия расформирована.
в сентябре 1941 года полковник Тимофеев назначен начальником штаба 189-й стрелковой дивизии Ленинградского фронта. Части в составе 42-й армии вели оборонительные бои под Пулково.
16 декабря 1941 года направлен в Уральский военный округ на формирование 159-й стрелковой дивизии в командование которой вступил 3 января 1942 года. До апреля 1942 года дивизия находилась на станции Верещагино Молотовской области, затем была передислоцирована на станцию Рада Тамбовской области, где вошла в 3-ю резервную армию. С июля 1942 года дивизия в составе 60-й армии Воронежского фронта принимали участие в Воронежско-Ворошиловградской оборонительной операции, в обороне города Воронеж. 7 августа 1942 года полковник Тимофеев снят с должности «за проявленную в бою трусость и предательское поведение, выразившееся в оставлении поля боя и непринятии мер к восстановлению порядка в частях дивизии», отдан под суд. Военным трибуналом 31 августа 1942 года осужден на 8 лет ИТЛ без поражения в правах и без лишения воинского звания с отправкой на фронт.
В октябре 1942 года назначен заместителем командира 270-й стрелковой дивизии, находившейся на формировании в 6-й армии Воронежского фронта. С конца октября части вели оборонительные бои по левому берегу реки Дон в 35 км южнее Воронежа. В начале декабря полковник Тимофеев переведен на ту же должность в 219-ю стрелковую дивизию.
В декабре 1942 года назначен заместителем командира 172-й стрелковой дивизии, с 23 января 1943 года и. д. командира дивизии (утвержден приказом заместителя НКО от 22.7.1943). В составе 6-й армии Юго-Западного фронта дивизия принимала участие в Среднедонской, Острогожско-Россошанской и Ворошиловградской наступательных операциях. Определением военного трибунала Воронежского фронта от 25.1.1943 «за личное мужество, отвагу и твердые волевые качества в должности заместителя командира 172-й стрелковой дивизии в ходе наступления в районе среднего течения Дона» полковник Тимофеев освобожден от наказания (судимость снята).
В феврале — марте 1943 года дивизия под его командованием вела ожесточенные бои с подошедшими танковым и пехотными дивизиями, с боями отходили на Харьков, Змиёв. К 12 марта она отошла на рубеж реки Северский Донец под Изюмом, после чего выведена на формирование в район города Старобельск. С апреля 1943 года дивизия вела боевые действия в составе 12-й армии Юго-Западного фронта. В августе части участвовали в Донбасской наступательной операции. 16 августа 1943 года при прорыве обороны на реке Северский Донец генерал-майор Тимофеев был тяжело ранен и находился в госпитале, по излечении вернулся в дивизию. Приказом ВГК от 23.9.1943 за освобождение города Павлоград дивизии было присвоено наименование «Павлоградская».
В ноябре 1943 года дивизия передислоцирована на Белорусский фронт, где вошла в подчинение 65-й армии и участвовала в Гомельско-Речицкой наступательной операции. Приказом по войскам Белорусского фронта от 13.1.1944 по ходатайству Военного совета 65-й армии генерал-майор Тимофеев отстранен от должности «за халатность и неспособность командовать дивизией, оставление без приказа населенных пунктов и большие потери в личном составе и технике при отходе».
В апреле 1943 года был назначен и. д. командира 160-й стрелковой дивизии 70-й армии (утвержден приказом заместителя НКО от 14.8.1944). С июля 1944 года части дивизии принимали участие в Белорусской, Люблин-Брестской наступательных операциях. За образцовое выполнение заданий командования в боях при прорыве обороны немцев западнее Ковеля дивизия была награждена орденом Красного Знамени (9.8.1944), а за освобождение города Брест ей было присвоено наименование "Брестская (31.8.1944). В боях за Брест Тимофеев был тяжело контужен.
В ноябре 1944 года дивизия в составе армии была передана 2-му Белорусскому фронту и в его составе воевал до конца войны. С января 1945 года части принимали участие в Восточно-Прусской, Млавско-Эльбингской, Восточно-Померанской и Берлинской наступательных операциях.
За время войны комдив Тимофеев был восемь раз персонально упомянут в благодарственных приказах Верховного Главнокомандующего.

### Послевоенная карьера
С мая 1945 года по февраль 1946 года находился на лечении в госпитале, после чего был назначен зам. начальника Управления боевой и физической подготовки штаба ЛВО.
В декабре 1948 года откомандирован в распоряжение председателя Центрального совета ДОСАРМ, затем назначен председателем Ленинградского городского комитета ДОСАРМ (с октября 1951 г. — ДОСААФ).
17 мая 1960 года генерал-майор Тимофеев уволен в отставку.
В 1974 году Тимофееву Николаю Сергеевичу было присвоено звание «Почетный гражданин города Брест».

## Награды
- два ордена Ленина (01.04.1943[4], 30.12.1956[5])
- три ордена Красного Знамени (30.04.1943[6], 27.03.1945[7], 19.11.1951[5])
- орден Суворова II степени (10.04.1945)[8]
- орден Кутузова II степени (29.05.1945)[9]
- орден Отечественной войны II степени (03.10.1943)[10]
- два орден Красной Звезды (05.11.1946)[5]

медали в том числе:
- - «За боевые заслуги» (03.11.1944)[5]
  - «За оборону Ленинграда» (1944)
  - «За победу над Германией в Великой Отечественной войне 1941—1945 гг.» (1945)
  - «За взятие Кёнигсберга» (1945)
  - «За освобождение Варшавы» (1945)
  - «Ветеран Вооружённых Сил СССР» (1976)

Приказы (благодарности) Верховного Главнокомандующего в которых отмечен Н. С. Тимофеев.
- За овладение областным центром Белоруссии городом и крепостью Брест (Брест-Литовск) — оперативно важным железнодорожным узлом и мощным укрепленным районом обороны немцев на варшавском направлении. 28 июля 1944 года № 157.
- За овладение штурмом городом и крепостью Торунь (Торн) — важным узлом коммуникаций и мощным опорным пунктом обороны немцев на реке Висла. 1 февраля 1945 года. № 268.
- За овладение городом и крепостью Гданьск (Данциг) — важнейшим портом и первоклассной военно-морской базой немцев на Балтийском море. 30 марта 1945 года. № 319.
- За овладение главным городом Померании и крупным морским портом Штеттин и городами Гартц, Пенкун, Казеков, Шведт. 26 апреля 1945 года. № 344.
- За овладение городами Пренцлау, Ангермюнде — важными опорными пунктами обороны немцев в Западной Померании. 27 апреля 1945 года. № 348.
- За овладение городами Штральзунд, Гриммен, Деммин, Мальхин, Варен, Везенберг — важными узлами дорог и сильными опорными пунктами обороны немцев. 1 мая 1945 года. № 354.
- За овладение городами Росток, Варнемюнде — крупными портами и важными военно-морскими базами немцев на Балтийском море, а также заняли города Рибнитц, Марлов, Лааге, Тетерев, Миров. 2 мая 1945 года. № 358.
- За овладение городами Барт, Бад-Доберан, Нойбуков, Варин, Виттенберге и за соединение на линии Висмар — Виттенберге с союзными нам английскими войсками. 3 мая 1945 года. № 360

Других государств
- орден «Крест Грюнвальда» III степени (ПНР)
- медаль «За Варшаву 1939—1945» (ПНР)
- медаль «За Одер, Нейсе, Балтику» (ПНР)